# 丹绒道光
丹绒道光是马来西亚槟城州东北县乔治市的市郊，距乔治市市中心约4.2公里。该市取名自一座建于18世纪的中华古庙，原是一个渔村，后于1970年代至80年代受毗邻的乔治市市区建设而有所发展。
据史书记载，丹绒道光在法兰西斯·莱特于1786年初抵槟岛时已有住户，为槟城最早的村落，也是海外华人在槟岛的首个移居点。其中三位客家华人即张理、邱兆进及马福春早在1745年到达槟城，在丹绒道光过着打渔生活，死后化身为大伯公，被尊奉为华侨的开辟者。1970年代，该市在马来西亚第二任首相敦阿都拉萨推行的村落重组计划下兴起，步入迅速现代化进程，如今可见住宅高楼在海岸线拔地而起。 华人以福建裔居多，當地主要通用槟城福建话（闽南语）。

2004年，因处于槟岛北岸，丹绒道光曾受印度洋海啸袭击。

## 交通
目前，丹绒道光的主干通道为联邦公路六号（环岛公路）之一的丹绒道光路，其路线从毗邻的浮罗池滑往西部方向延伸，持续沿着道路行驶直至与丹绒武雅路衔接，走向平行垂直，而其中部分途经的丹绒道光路与区内的城市道路常出现交通拥堵的现象。未来，丹绒道光也会设立单轨铁路线连接市中心和丹绒道光。

## 教育

### 小学
- 丹绒道光国小[8]
- 汉民华小[9]
- 菩提华小[10]

### 华中
- 槟华女子国民型华文中学[11]

### 独中
- 槟华独立女子中学（英语：Penang Chinese Girls' Private High School）[12]

## 购物

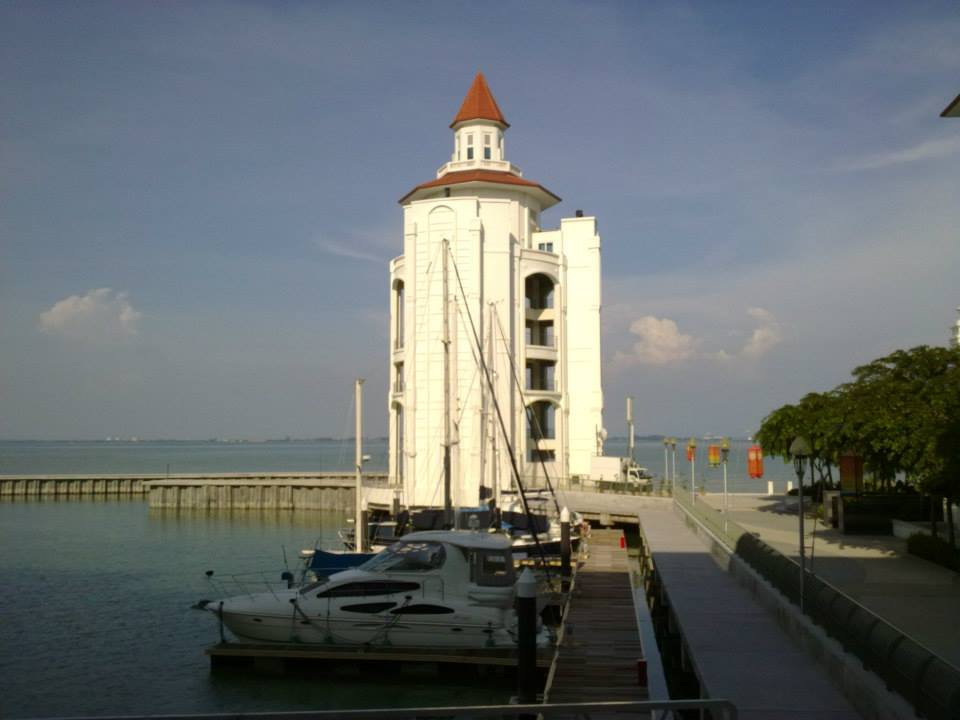
海峡岸广场

槟岛广场

- 海峡岸广场（Straits Quay）
- 槟岛广场（Island Plaza）

### 注脚
1. ↑  曾任英国驻马来亚华民政务司的维特·巴素在《马来亚华侨史》一书中如是指出：“一位姓邱的客家铁匠、一位姓张的教书先生及一位姓马的烧炭人，他们都被尊奉为华侨的开辟者。”